# Agrypnus herzi
Agrypnus herzi là một loài bọ cánh cứng trong họ Elateridae. Loài này được Koenig miêu tả khoa học năm 1887.